# Jan Sterringa
Jan Sterringa (* 25. Februar 1870 in Beneden Knijpe, auch De Knijpe genannt (Gemeinde Heerenveen); † 27. November 1951 in Broek op Langedijk) war ein niederländischer Redakteur, Autor, Theosoph, Herausgeber und Anarchist.

## Leben
Jan Sterringa verbrachte seine Kindheit in der Provinz Friesland. Er war von Beruf Schriftsetzer und konnte, ebenso wie sein Vater Gerrit Hermanus Sterringa, kaum Arbeit in Friesland finden, die Armut war zu jener Zeit groß in der Provinz. 1889 zog er von Heerenveen nach Den Haag. Hier machte er 1891 Bekanntschaft mit J. Methöfer, einem der ersten Anarchisten in den Niederlanden. Im gleichen Jahr trat Sterringa in den Dienst bei dem Ersten Regiment der Feldartillerie. Zwei Jahre später reichte er seine Entlassung ein und zog nach Amsterdam, wo mittlerweile sein Vater wohnte. Er arbeitete in verschiedenen Druckereien, wurde jedoch wegen seiner anarchistischen Überzeugung mehrere Male entlassen. Von Januar 1894 bis Mai 1895 gab er, zusammen mit B.P. van der Voo  als Redakteur, die „anarchistisch-communistische“ Zeitschrift Licht en Waarheid heraus. Unter dem gleichen Titel gab der ehemalige Pfarrer Willem Meng (1843–1924) als Theosoph eine Zeitschrift heraus und gründete 1891 die „vrijdenkersvereniging“ (Freidenker-Vereinigung) Het Vrije Woord. Meng hatte großen Einfluss auf Sterringa.
Durch einen Streik verlor Sterringa seine Arbeit und wurde selbstständiger Herausgeber von Licht en Waarheid, darüber hinaus war er als Buchhändler tätig. Die von ihm herausgegebene Broschürenreihe, mit Veröffentlichungen von unter anderem Jean Grave, Benjamin Tucker, Sébastien Faure und Élisée Reclus, wurde wegen der niedrigen Preise bekannt als Sterringa vijf-cents-brochures
(„Sterringas fünf-Cent-Broschüren“). Seiner Behauptung nach soll der Historiker Max Nettlau seine Broschüren als „die besten und vollständigsten“ („de beste en volledigste“) genannt haben.
Sterringas Meinung war, dass eine Verbesserung der bestehenden sozialen und politischen Umstände nicht möglich sei. Den Staat sah er als größte Bedrohung an. Im März 1891 fand eine anarchistische Konferenz statt, an der er teilnahm und bei der er in den Vordergrund trat. Von den „sociaal-anarchisten“ Johannes Methöfer und Hendrik Ebo Kaspers, die beide Redakteur der Zeitschrift Anarchist waren,  nahm er Abstand, seine Überzeugung war mehr
der individualistische Anarchismus. 1896 hatte er zusammen mit B.P. van de Voo die Zeitschrift An-Archie herausgegeben, die als Ersatz für das Blatt Anarchie dienen sollte. Wegen finanziellen Schwierigkeiten musste die Herausgabe des Blattes 1899 zeitweise eingestellt werden. Sterringa gab in diesem Zeitraum ebenfalls die Zeitschrift Maandblad wetenschapelijke Bijdragen (wörtlich: „Monatsblatt für wissenschaftliche Beiträge“) heraus. 1902 wurde „An-Archie“ endgültig eingestellt.
Mit seiner Freundin und späteren Ehefrau, Trijntje Vliegop, wohnte er einige Monate in der Kommune Walden, die von Frederik van Eeden (1860–1932) gegründet wurde und von 1898 bis 1907 bestand. Kurz danach wurde er Schriftführer der Abteilung Gemeenschappelijk Grondbezit (wörtlich: „Gemeinschaftlicher Grundbesitz“) in Amsterdam. Im Oktober 1902 reisten beide nach Amerika, wo sie bis 1910 blieben. Er zog 1910 nach Delfzijl und bekam eine Arbeitsstelle in einer Reederei. Unter anderem mit den Anarchisten Hendrik Ebo Kaspers, Bart de Ligt und Lodewijk van Mierop unterzeichnete er 1915 das Dienstweigeringsmanifest („Manifest für Wehr- und Kriegsdienstverweigerung“), was für ihn ohne Folgen blieb. Andere Anarchisten erhielten für die Unterzeichnung des Manifestes Gefängnisstrafen.
Im Leben Sterringas hatte die Theosophie immer einen größeren Stellenwert eingenommen. Er sah keinen Widerspruch zwischen Anarchismus und Theosophie. Bereits 1897 unterzeichnete er die Gründungsakte der Theosofischen Genootschap, von der die Amerikanerin Katherine Tingley Präsidentin war. Um 1900 öffnete Sterringa ein Café für Abstinenzler (geheelonthouder). Das Café diente unter anderem auch als Treffpunkt für den Socialistische Jongeliedenbond afdeling Amsterdam. Mit der Zeitschrift Vrede (Friede), unter anderem herausgegeben von Jacob van Rees und Felix Ortt,  wurde der christliche Anarchismus in den Niederlanden bekannter. Sterringa veröffentlichte einige Artikel in Vrede, in denen er sich kritisch über Gewaltlosigkeit äußerte. Er hatte Verständnis für Attentäter wie Luigi Lucheni und Leon Czolgosz. Durch Mitarbeiter der Zeitschrift An-Archie kam er in Kontakt mit Tolstojaner, die ihn jedoch als „zu extrem“ fanden. Vom niederländischen militärischen Geheimdienst wurde Sterringa von 1917 bis 1918 beobachtet, weil der Dienst annahm, er sei ein Kommunist. Bis 1930 arbeitet Sterringa in Delfzijl und hatte dann noch verschiedene Wohnplätze in Assendelft, Amsterdam und Broek op Langedijk.
Jan Sterringa war verheiratet mit Trijntje Vliegop und Vater von drei Kindern.

## Veröffentlichungen (Auswahl)
- Het militairisme. Het recht op leven. Amsterdam 1900
- Wat willen de anarchisten? Amsterdam 1901
- Nieuwe liederenbundel. Amsterdam 1902
- Artikel in Recht voor Allen (1896); in De Vrije Socialist (1898); in An-Archie und Vrede (1898)